# Torrent de les Roquetes (Sant Martí de Centelles)
El torrent de les Roquetes és un torrent termenal al llarg de tot el seu recorregut entre els termes municipals de Sant Martí de Centelles i Sant Quirze Safaja, a la comarca d'Osona el primer, i a la del Moianès el segon.
Pel seu costat meridional, a diferents alçades del coster que limita pel sud la seva vall, discorren el Camí del Mas Bosc i el Camí de les Roquetes, i s'hi troba l'Obaga Negra.